# Lehen
Pour les articles homonymes, voir Léhen.

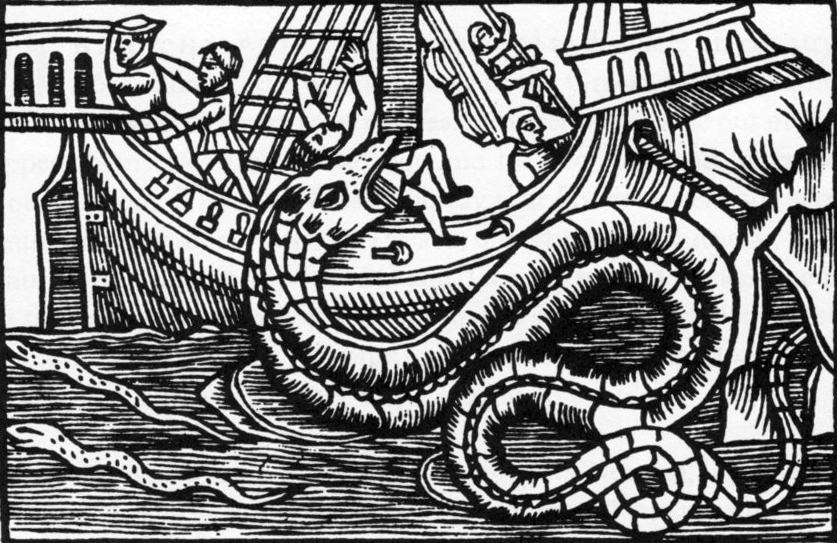
Le serpent de mer, créature mythologique appelée « Lehen » en basque, est très répandu dans les différentes mythologies du monde.

Lehen est une créature de la mythologie basque, un serpent de mer géant .
Étant un génie lié à la mer, il apparaît associé au littoral. Ils étaient parfois confondus avec le dragon, mais il s'agit de créatures différentes.
Il n'y a pas beaucoup d'informations sur ce personnage. Lehen signifie « premier » en basque.
Jusqu'à il y a quelques années, certains enfants des villes côtières affirmaient avoir vu le Lehen depuis les falaises au bord de la mer.
Le serpent de mer géant est une créature commune dans plusieurs mythologies.